# بادامستان (شليل)
بادامستان (بالفارسية: بادامستان) هي قرية تقع في إيران في قسم شلیل الريفي.